# Kim Yong-sik (piłkarz)
Kim Yong-sik (kor. 김용식, ur. 25 lipca 1910 w Sinch’ŏn, zm. 8 marca 1985) – koreański i południowokoreański piłkarz i trener występujący podczas kariery na pozycji pomocnika, reprezentant Japonii i Korei Płd., olimpijczyk.

## Kariera klubowa
Kim karierę piłkarską rozpoczął w Gyeongshin High School FC w 1927. W barwach Gyeongshin zadebiutował 5 października 1927 w przegranym 2-3 meczu z drużyną szkolną Baejae. Dobra gra zaowocowała transferem do Gyeongseong FC. Z Gyeongseong dwukrotnie ówczesne mistrzostwa Korei, znane jako All Joseon Football Tournament w 1936 i 1937 oraz Puchar Cesarza w 1935, stając się jedyną niejapońską drużyną w historii, która sięgnęła po to trofeum. W 1937 Kim występował w japońskiej drużynie Waseda University FC, po czym wrócił do Korei i do końca II wojny światowej występował w: Boseong All-Stars i Pyeongyang FC. Po odzyskaniu przez Koreę niepodległości ponownie występował w Gyeongseong. Do końca swojej kariery piłkarskiej w 1952 Kim występował jeszcze w zespołach Joseon Industries FC, Army Reserve Academy FC, Korean Air Force FC i 227th Army Transportation Unit FC.

## Kariera reprezentacyjna
W reprezentacji Japonii Kim występował w latach 1936–1940. W 1936 wziął udział w igrzyskach olimpijskich. Na turnieju w Berlinie wystąpił w wygranym 3-2 meczu ze Szwecją oraz przegranym 0-8 meczu ćwierćfinałowym z Włochami. Ogółem w latach 1936–1940 rozegrał w reprezentacji Japonii 3 mecze.
W reprezentacji Korei Południowej Kim występował w latach 1945–1950. W 1948 wziął udział w igrzyskach olimpijskich. Na turnieju w Londynie wystąpił w wygranym 5-3 meczu z Meksykiem oraz przegranym 0-12 meczu ćwierćfinałowym ze Szwecją.

## Kariera trenerska
Po zakończeniu kariery piłkarskiej Kim został trenerem. W latach 1954–1955 prowadził reprezentację Korei Południowej. W 1954 roku wystąpił z reprezentacją na mistrzostwach świata. Na mundialu w Szwajcarii prowadzona przez niego Korea odpadła w fazie grupowej po przegranych meczach z Turcją 0-7 i Węgrami 0-9. W 1960 po raz drugi prowadził reprezentacje Korei Południowej na Pucharze Azji. Korea po zwycięstwach z Południowym Wietnamem, Izraelem i Tajwanem wygrała cały turniej.
W 1969 po raz ostatni był selekcjonerem reprezentacji Korei Południowej. Odszedł po przegraniu z Australią eliminacji mistrzostw świata. W swojej karierze trenował również kluby Yangzee FC, Trust Bank of Korea i Hallelujah FC.

## Statystyki
| Reprezentacja Japonii | Reprezentacja Japonii | Reprezentacja Japonii |
| Rok                   | Mecze                 | Gole                  |
| --------------------- | --------------------- | --------------------- |
| 1936                  | 2                     | 0                     |
| 1937                  | 0                     | 0                     |
| 1938                  | 0                     | 0                     |
| 1939                  | 0                     | 0                     |
| 1940                  | 1                     | 0                     |
| Razem                 | 3                     | 0                     |